# 웬디 르나르
웬디 테레즈 르나르(프랑스어: Wendie Thérèse Renard, 1990년 7월 20일 ~ )는 프랑스의 여자 축구 선수이다. 포지션은 수비수(센터백)이며 현재 올랭피크 리옹 소속이다.

## 클럽 경력
프랑스 본토로 이주하기 이전까지는 자신의 고향인 마르티니크를 연고로 하는 축구 클럽인 에소르-프레쇼탱(Essor-Préchotain)에서 선수 생활을 시작했다. 15세 시절이던 2005년에는 프랑스 축구 연맹에서 운영하던 CNFE 클레르퐁텐 여자부에 합류하려는 계획을 세웠지만 성사되지 않았다.
2006년에 올랭피크 리옹으로 이적하면서 디비지옹 1 페미닌 무대에 데뷔했으며 프랑스 본토에 정착했다. 올랭피크 리옹의 디비지옹 1 페미닌 13회 우승, 쿠프 드 프랑스 페미닌 8회 우승, UEFA 여자 챔피언스리그 6회 우승에 기여했다. 2019년에는 《뉴욕 타임스》가 르나르를 유럽 여자 축구에서 가장 성공적인 클럽 인 리옹의 "기관"으로 묘사했다.

## 국가대표 경력

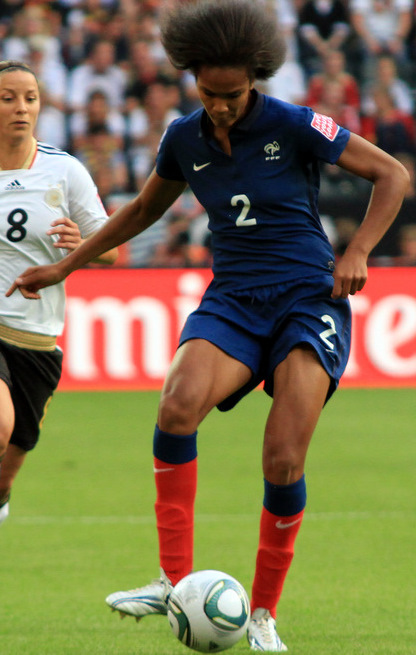
2011년 FIFA 여자 월드컵에 참가한 웬디 르나르

프랑스 여자 U-19 대표팀, 여자 U-20 대표팀에서 활약했으며 2011년 3월 2일에 열린 스위스와의 키프로스컵 경기에 처음 출전하면서 프랑스 여자 축구 국가대표팀에 데뷔했다.
독일에서 개최된 2011년 FIFA 여자 월드컵에서 본선 5경기에 기용되어 프랑스가 4위를 차지하는 데에 기여했으며 2012년 런던 하계 올림픽에서는 본선 6경기에 기용되어 프랑스가 4위를 차지하는 데에 기여했다. 스웨덴에서 개최된 UEFA 여자 유로 2013에서 본선 4경기에 기용되어 프랑스의 8강전 진출에 기여했고 2013년 9월에 상드린 수베랑의 뒤를 이어 프랑스 여자 축구 국가대표팀의 주장으로 임명되었다.
캐나다에서 개최된 2015년 FIFA 여자 월드컵에서 본선 5경기에 기용되어 프랑스의 8강전 진출에 기여했으며 2016년 리우데자네이루 하계 올림픽에서는 본선 4경기에 기용되어 프랑스의 8강전 진출에 기여했다. 네덜란드에서 개최된 UEFA 여자 유로 2017에서는 조별 예선 3경기에 기용되었으나 경고 누적으로 인해 잉글랜드와의 8강전 경기에 출전할 수 없게 되면서 아망딘 앙리에게 국가대표팀 주장 자리를 넘겨주게 된다.
프랑스에서 개최된 2019년 FIFA 여자 월드컵에서는 대한민국과의 조별 예선 경기에서 2골을 기록했고 나이지리아와의 조별 예선 경기에서는 페널티킥 골을 기록했다. 미국과의 8강전 경기에서는 만회골을 기록했으나 프랑스는 미국에 1-2 패배를 기록하면서 탈락했다.

## 수상

### 클럽
올랭피크 리옹
- 디비지옹 1 페미닌 13회 우승 (2006-07, 2007-08, 2008-09, 2009-10, 2010-11, 2011-12, 2012-13, 2013-14, 2014-15, 2015-16, 2016-17, 2017-18, 2018-19)
- 쿠프 드 프랑스 페미닌 8회 우승 (2007-08, 2011-12, 2012-13, 2013-14, 2014-15, 2015-16, 2016-17, 2018-19)
- UEFA 여자 챔피언스리그 6회 우승 (2010-11, 2011-12, 2015-16, 2016-17, 2017-18, 2018-19)

### 국가대표
프랑스
- 키프로스컵 2회 우승 (2012, 2014)
- 시빌리브스컵 1회 우승 (2017)

### 개인
- UEFA 여자 유로 2013 올스타 팀 선정
- 2015년 FIFA 여자 월드컵 올스타 팀 선정
- 2015년 FIFA 여자 월드컵 드림 팀 선정
- 2019년 FIFA 여자 월드컵 플레이어 오브 더 매치: 대 대한민국 (조별 리그), 대 나이지리아 (조별 리그)